# Pharus ecuadoricus
Pharus ecuadoricus är en gräsart som beskrevs av Emmet J. Judziewicz. Pharus ecuadoricus ingår i släktet Pharus och familjen gräs. IUCN kategoriserar arten globalt som starkt hotad. Inga underarter finns listade i Catalogue of Life.